# Oxira fletcheri
Oxira fletcheri är en fjärilsart som beskrevs av Charles Boursin 1969. Oxira fletcheri ingår i släktet Oxira och familjen nattflyn. Inga underarter finns listade i Catalogue of Life.